# Potatisböna
Potatisböna (Apios americana) är en ört i släktet Apios och familjen ärtväxter. Den beskrevs först av Friedrich Casimir Medicus. Inga underarter finns listade i Catalogue of Life.

## Beskrivning
Potatisbönan är en perenn, klättrande ört med underjordiska utlöpare och stora rotknölar.

## Utbredning och habitat
Denna art är hemmahörande i östra Nordamerika, från Québec i norr till Mexikanska golfen i söder. Den trivs i fuktig snårskog intill vattendrag. Den odlas även utanför sitt ursprungsområde, både som prydnadsväxt och som grönsak, och är en införd art i Tyskland, Frankrike och Italien.

## Användning
Potatisbönan har ätliga rotknölar som användes flitigt av den amerikanska ursprungsbefolkningen. Trots att den är en ärtväxt är det alltså inte dess frön som äts, även om blommorna också anses vara ätliga. Rotknölarna blir i varmare klimat skördemogna efter 1–2 år. De innehåller ämnen som hämmar proteinupptag och bör därför tillagas före förtäring för att bryta ner dessa ämnen. Smaken sägs vara mjölig och nötaktig och påminna om potatis.